# بنكة
البَنْكة هي نوع من المراوح يستخدم منذ أوائل القرن السادس قبل الميلاد.

## صور

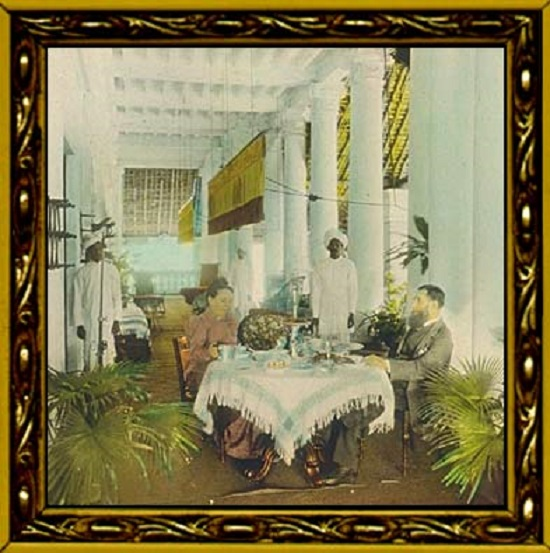
بنكات في منزل زوجين بريطانيين في الهند، 1880.